# Stéphane Rossetto
Stéphane Rossetto (* 6. April 1987 in Melun) ist ein ehemaliger französischer Radrennfahrer.

## Karriere
Stéphane Rossetto wurde 2005 in der Juniorenklasse Dritter beim Chrono des Herbiers. In der Saison 2009 fuhr Rossetto für die französische Nachwuchsmannschaft CC Nogent sur Oise. Bei der Tour de Gironde wurde er bei dem zweiten Teilstück Etappenzweiter und er konnte die Gesamtwertung für sich entscheiden. In der Saison 2010 fuhr Rossetto bei der niederländische Mannschaft Vacansoleil-DCM.
Nach nur einer Saison ging Rosetto wieder zurück zum Team CC Nogent sur Oise und blieb bis Ende 2012.
2013 wechselte Rossetto zum Team BigMat-Auber 93. In diesem Jahr konnte er eine Etappe bei der Tour du Limousin und im Jahr darauf die Gesamtwertung Boucles de la Mayenne für sich entscheiden.
2015 schloss sich Rossetto dem Team Cofidis an. Hier wurde er 2015 Zweiter bei den Nationalen Meisterschaften im Einzelzeitfahren, 2018 gewann er eine Etappe und die Bergwertung bei der Tour de Yorkshire sowie wurde Dritter beim Chrono des Nations. 2019 wurde er wie bereits 2015 Zweiter bei den Nationalen Meisterschaften im Einzelzeitfahren. Bei der Tour de France 2019 wurde er auf der 1. Etappe zum kämpferischsten Fahrer ausgezeichnet.
Nach der Saison 2020 musste Rossetto das Team Cofidis verlassen. Er kehrte zum UCI Continental Team St. Michel-Auber 93 zurück, bei dem er nach zwei Jahren ohne zählbare Erfolge zum Ende der Saison 2022 seine aktive Karriere beendete.

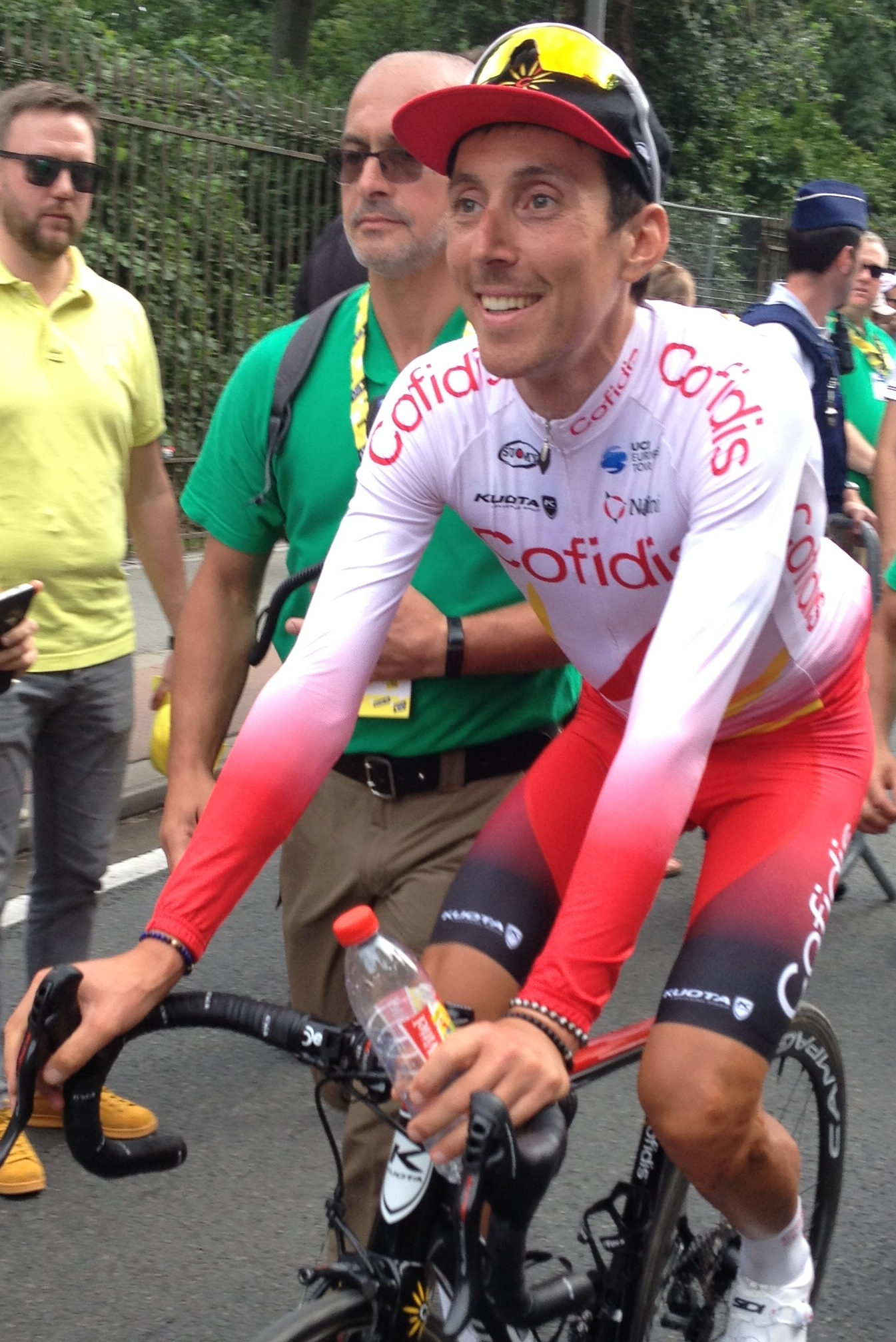
Stéphane Rossetto bei Tour de France 2019

## Erfolge
2009
- Gesamtwertung Tour de Gironde

2012
- eine Etappe Circuit des Ardennes
- Gesamtwertung und eine Etappe Tour des Pays de Savoie

2013
- eine Etappe Tour du Limousin

2014
- Gesamtwertung Boucles de la Mayenne

2018
- eine Etappe und Bergwertung Tour de Yorkshire

## Grand-Tour-Platzierungen
| Grand Tour            | 2015 | 2016 | 2017 | 2018 | 2019 | 2020 |
| --------------------- | ---- | ---- | ---- | ---- | ---- | ---- |
| Giro d’ItaliaGiro     | –    | –    | –    | –    | –    | 63   |
| Tour de FranceTour    | –    | –    | –    | –    | 100  | –    |
| Vuelta a EspañaVuelta | DNF  | 61   | 54   | 54   | 127  | –    |